# Christina Loeb
Christina Loeb es una actriz alemana, conocida por sus participaciones en el teatro.

## Biografía
Está casada con un médico, la pareja tiene tres hijos: dos de ellos son los actores Ken Duken y Annalena Duken.

## Carrera
En 2006 apareció como invitada en la serie Die Rosenheim-Cops donde interpretó a Frau Schramm.

## Filmografía

### Series de Televisión
| Año  | Título             | Personaje    | Notas                  |
| ---- | ------------------ | ------------ | ---------------------- |
| 2006 | Die Rosenheim-Cops | Frau Schramm | episodio "Bauernopfer" |
| 2000 | Zwei Brüder        | Psicóloga    | episodio "Tod im See"  |
| 1992 | Marienhof          | Ginecóloga   | -                      |

### Películas
| Año  | Título                            | Personaje          | Notas                                                                                                |
| ---- | --------------------------------- | ------------------ | --- |
| 2003 | Alltag                            | Sabine Amre        | junto a Erhan Emre, Andreas Günther, Neelesha BaVora, Jule Böwe, Hülya Duyar & Florian Panzner       |
| 2003 | Kiss and Run                      | Madre de Max       | junto a Ken Duken, Michael Munteanu, Karoline Schuch, Konstantin Seidenstücker & Oliver Wnuk         |
| 2003 | Feindliche Übernahme - althan.com | Frau Kassel        | junto a Thomas Kretschmann, Klaus Löwitsch, Désirée Nosbusch, Martin Semmelrogge & Thure Riefenstein |
| 1999 | Ganz unten, ganz oben             | Empleada de Ventas | junto a Marianne Sägebrecht, Dietmar Bär, Katharina Meinecke, Stephan Kampwirth & Burghart Klaußner  |